# Asterropteryx ensifera
 Asterropteryx ensifera  es una especie de peces de la familia de los Gobiidae en el orden de los Perciformes.

## Morfología
Los machos pueden llegar a alcanzar los 3 cm de longitud total.

## Alimentación
Come zooplancton.

## Hábitat
Es un pez de Mar y, de clima tropical y asociado a los arrecifes de coral que vive entre 6-40 m de profundidad.

## Distribución geográfica
Se encuentra desde el Mar Rojo hasta las Islas de la Sociedad, las Islas Yaeyama, Nueva Guinea e Islas Marshall (la Micronesia).

## Observaciones
Es inofensivo para los humanos.